# Ševčenkovský rajón
Ševčenkovský rajón (ukrajinsky Шевченківський район) byl rajón v Charkovské oblasti na Ukrajině. Hlavním městem bylo Ševčenkove a rajón měl přibližně 20 tisíc obyvatel. 

## Sídla v rajónu
- Ševčenkove